# Акма Суриати Аванг
А́кма Суриа́ти Ава́нг (малайск.  Akma Suriati Awang); (10 марта 1966, Джерангау, Тренгану) — художница (дизайнер) по костюмам Малайзии.

## Биография
В 1986 г. окончила Технологический университет МАРА по специальности «искусство и дизайн». Основатель фирмы «Кутюр Классик». Выступила в качестве художницы по костюмам в фильмах «Женщина» (1994), «Чёрная вдова с милым лицом» (1994), «Долина ненависти» (1996), «Джогхо» (1997), «Сара» (2001), «Ланг Буана» (2003), «Залеха танцует танец „аям патах“» (2005), «Копьё Аванга возвращается к Даянг» (2009), «Смытые» (2012), «Рок Оо» (2013), «Марко Поло» (2014), «Пересадка» (2016).
Значительное число костюмных дизайнов подготовлено ею и для театральных постановок (главным образом в стиле традиционного театра), осуществленных различными коллективами, в частности «Меронг Махавангса» (1988), «Ностальгия по своей песне» (1989), «Вечер воспоминаний о Мустафе Нуре» (1990), «Голос джунглей» (1993), «На собственной шкуре» (1995, реж. Кришен Джит), «П. Рамли — легенда» (1996, реж. Сити Хаджар), «От звезды до звезды» (1998, реж. Фаузия Нави), «Следы героя» (1998), «Полоса» (1999), «Принцесса Сетубунг» (2000), «Мак йонг» (2000), «Хануман» (2000), «Сити в мире фантазии» (2000, реж. Амина Рапор), «Принцесса Гадинг Бертиманг» (2001), «Нонсенс» (2001), «Условно говоря» Алана Эйкборна (2001), «Мек Мулунг» (2002), «Данг Анум» (2002), «Тётка Чарлея» Брэндона Томаса (2002), «Махсури» (2003), «Деманг Лебар Даун» (2003), «Весна в Куала-Лумпуре» (2003), «Аванг Сулонг Мерах Муда» (2004), «Ради Зайтон» (2004, реж. Нурдин Хассан), «Покоритель сердец» (2004), «Черепичная крыша — пальмовая крыша» (2004, реж. Мария Муса), «Ток Римау» (2004, реж. Фаузия Нави), «Китайская роза» (2004), «Принцесса горы Леданг» (2006), «Месть лаксаманы» (2018), «Дерево» Джохана Джаафара (2018, режиссёр У-Вэй Хаджи Шаари).

Сцена из спектакля «Месть лаксаманы». Дизайн костюмов Акмы Суриати Аванг. Куала-Лумпур, 3 ноября 2018 г.

Участвовала в разработке костюмов для массовых празднеств («Читраварна», фестиваль «Флора», Игры Юго-Восточной Азии и др.).
Акма Суриати принимала участие в ряде международных проектов. В частности, была консультантом по дизайну костюмов в фильмах «Западня» (1999) и «Анна и король» (1999), снятых компанией «20th Century Fox» в Малайзии. В 2005 г. готовила костюмы для постановки «Король Лев» в гамбургском «Хафен Театер» (ФРГ).
В фондах Государственного музея искусства народов Востока в Москве хранятся несколько изготовленных и подаренных ею традиционных малайских костюмов.

## Награды
- Премия искусства камеронского чая БОХ 2006 г. за лучший дизайн костюмов (мюзикл «Принцесса горы Леданг» Дика Ли, реж. Захим Албакри и Адин Аман Рамли)[5].
- Премия Кинофестиваля Малайзии 2017 г. за лучший дизайн костюмов (фильм «Смытые» У-Вэй Хаджи Шаари)[6].
- Грамота министерства коммуникации и масс-медия (2017)[7]
- Номинирована на Премию искусства камеронского чая БОХ 2018 г. за лучший дизайн костюмов к спектаклю «Месть лаксаманы»[8].
- Благодарственное письмо Генерального директора Государственного музея Востока профессора А. Седова за вклад в коллекцию малайских костюмов (20.11.2018 г.)

## Семья
- Супруг Мохд Узали Саламат